# Sara Chase
Sara Chase, née le 3 août 1983, est une actrice américaine connue pour son rôle de Cindy Pokorny dans la série originale Netflix Unbreakable Kimmy Schmidt.

## Biographie
Sara Chase est originaire de Hartford, dans le Connecticut, et est diplômée de l'Université des Beaux-Arts de Boston.

## Filmographie
- 2004 : Les ex de mon mec : Colleen, la femme de Bean
- 2007 : As the World Turns : Judy Gottschalk
- 2008 : Puppy Love : Margie
- 2008 : New York, police judiciaire : Sarah Walsh
- 2009 : The Winning Season : Une serveuse
- 2009 : Michael & Michael Have Issues
- 2009 : Mercy Hospital : Kim Kowalick
- 2010 : Very Bad Cops : Reporteur de conférence de presse
- 2011 : Arthur, un amour de milliardaire : Journaliste #1
- 2011 : Then We Got Help! : Ashley 2
- 2012 : Hello I Must Be Going (en) de Todd Louiso : Missy
- 2012 : The Office : Laura
- 2012 :The Normals : Une infirmière
- 2013 : Arrested Development : La réceptionniste
- 2014 : Worst Friends : Sara
- 2015-2019 : Unbreakable Kimmy Schmidt : Cindy Pokorny
- 2016 : Brooklyn Sound : Janice
- 2021 : Les Simpson : Sasha Reed (saison 33, épisode 1)